# Józef Kubica (profesor)
Józef Kubica (ur. 9 lutego 1906 w Godziszce, zm. 23 czerwca 1991) – polski profesor zwyczajny.

## Życiorys
W 1926 zdał maturę w Gimnazjum Humanistycznym w Białej. Studiował na Wydziale Rolnym Uniwersytetu Jagiellońskiego. Był ostatnim dziekanem Wydziału Rolniczego Uniwersytetu Jagiellońskiego (1951/1952–1952/1953), był organizatorem i od 1953 do 1962 pierwszym rektorem Wyższej Szkoły Rolniczej w Krakowie przez trzy kadencje. Na tej uczelni był kierownikiem Katedry Ekonomiki Socjalistycznych Przedsiębiorstw Rolnych, po reorganizacji od 1970 był kierownikiem Instytutu Ekonomiki i Organizacji Rolnictwa na Wydziale Rolniczym WSR (późniejszy Wydział Rolniczo-Ekonomiczny). Uzyskał tytuł profesora zwyczajnego w 1964. Od 1976 na emeryturze.
W latach 1953–1967 radny Wojewódzkiej Rady Narodowej w Krakowie, wieloletni członek Prezydium Krakowskiego Komitetu Frontu Jedności Narodu.
Laureat nagród resortowych I stopnia (1972 – zespołowa, 1975, 1978 – zespołowa). W 1976 otrzymał Nagrodę Województwa Opolskiego I stopnia. W 1986 otrzymał doktorat honoris causa Akademii Rolniczej w Krakowie.
Zmarł w 1991. Został pochowany na cmentarzu wojskowym przy ul. Prandoty w Krakowie (kwatera LXXXIX-10-23).

## Ordery i odznaczenia
- Order Sztandaru Pracy I klasy (1972)[7]
- Krzyż Komandorski Orderu Odrodzenia Polski
- Krzyż Oficerski Orderu Odrodzenia Polski
- Złoty Krzyż Zasługi
- Medal 10-lecia Polski Ludowej (15 stycznia 1955)[8]
- Odznaka tytułu honorowego „Zasłużony Nauczyciel PRL”

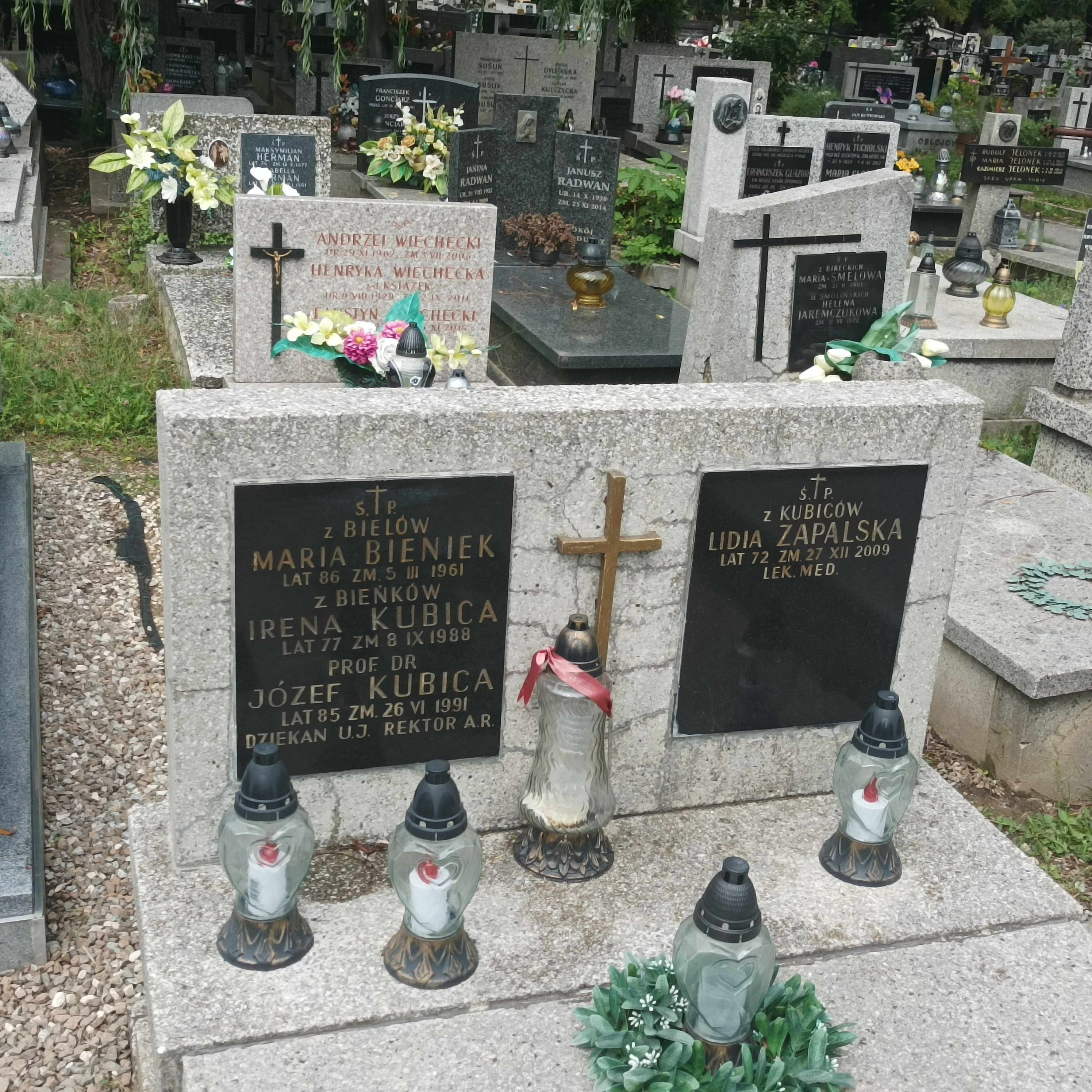
Grób prof. Józefa Kubicy na cmentarzu wojskowym przy ul. Prandoty w Krakowie